# Papaver alboroseum
Papaver alboroseum är en vallmoväxtart som beskrevs av Hulten. Papaver alboroseum ingår i släktet vallmor, och familjen vallmoväxter. Inga underarter finns listade i Catalogue of Life.